# T92 자주포

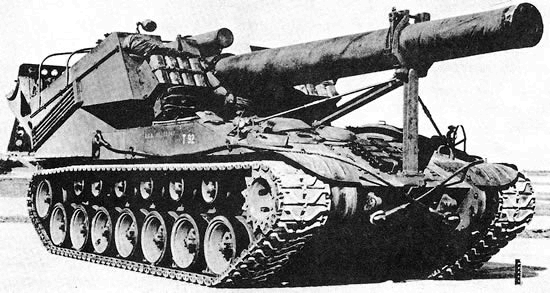

T92 자주포는 M53/M55 자주포를 대체하기 위해 설계한 자주포이다.기존 203mm포에서 240mm로 대구경화했고 고폭탄의 위력을 증강시켰다.또한 철갑탄 발사도 가능하여 시가지 투입에 유리한 전차였으나 양산되지 못했다.

## 같이 보기
- M110 자주포